# 1,2,3-三氯苯
1,2,3-三氯苯是一种有机化合物，化学式为C6H3Cl3，它是三氯苯的同分异构体之一。它可由六氯环己烷脱氯化氢得到，或通过苯在三氯化铁催化下的氯化反应制得。它和硝硫混酸反应，可以得到2,3,4-三氯硝基苯。